# Dicranomyia nebulifera
Dicranomyia nebulifera är en tvåvingeart som beskrevs av Alexander 1922. Dicranomyia nebulifera ingår i släktet Dicranomyia och familjen småharkrankar. Inga underarter finns listade i Catalogue of Life.